# Lilltjärnen (Anundsjö socken, Ångermanland, 704981-157276)
Lilltjärnen är en sjö i Örnsköldsviks kommun i Ångermanland och ingår i Ångermanälvens huvudavrinningsområde.